# Grisolles (Aisne)
Grisolles è un comune francese di 197 abitanti situato nel dipartimento dell'Aisne della regione dell'Alta Francia.

## Società

### Evoluzione demografica
Abitanti censiti